# Georges Bouton

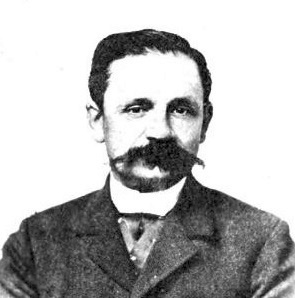
Georges Bouton

Georges-Thadée Bouton (* 22. November 1847 in Paris; † 31. Oktober 1938 ebenda) war ein französischer Konstrukteur, Dampfwagenbauer, Automobilpionier und Mitglied der Ehrenlegion.

## Familie

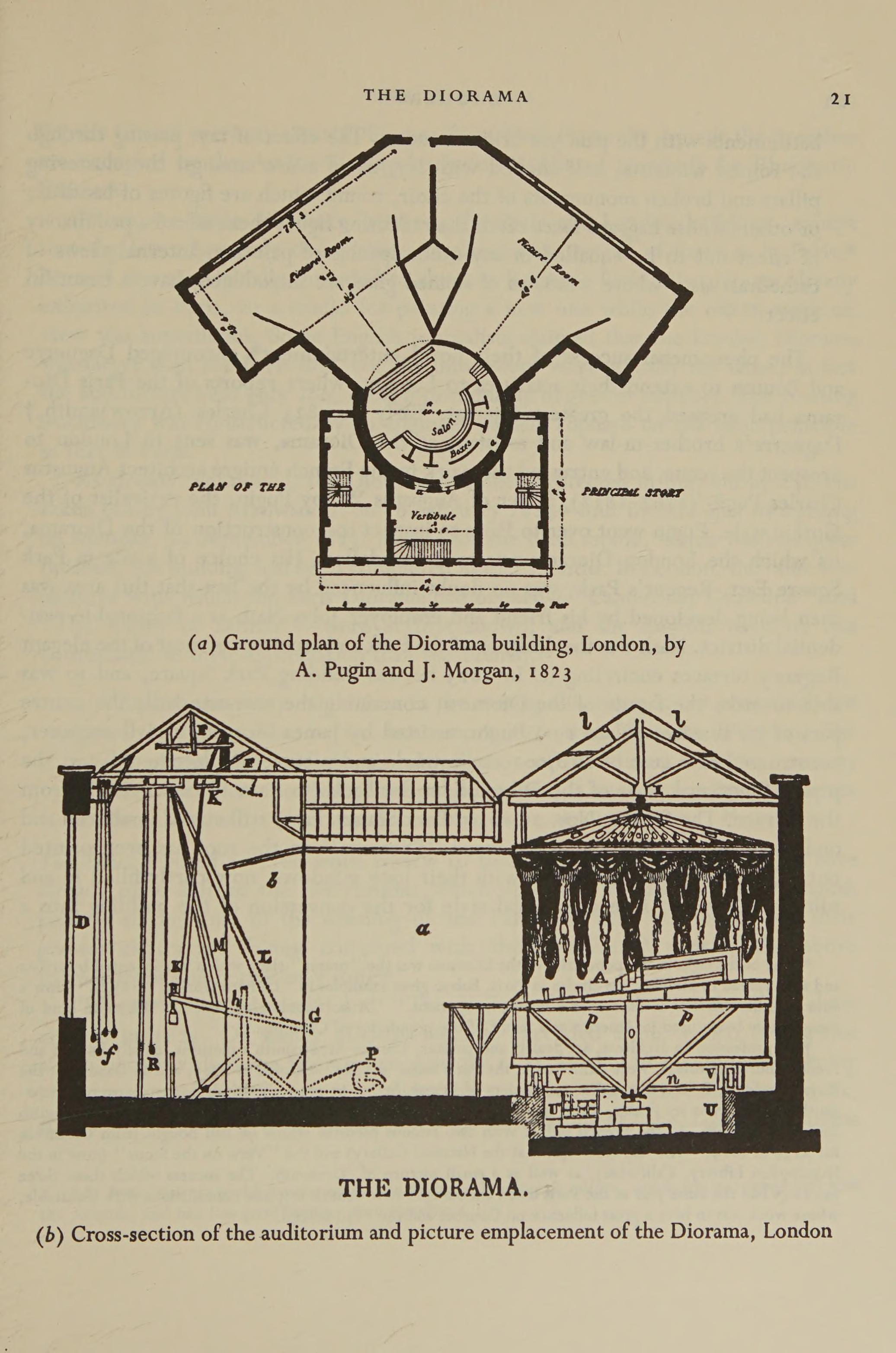
Planzeichnungen von Louis Daguerres Diorama in London

Georges Bouton wurde 1847 in eine Künstlerfamilie geboren. Sein Großvater Charles Marie Bouton war Kunstmaler und ein Schüler von Jacques-Louis David und Jean-Victor Bertin. Er war gemeinsam mit dem Fotopionier Louis Daguerre der Erfinder der populären Dioramen und leitete später das Unternehmen, das sie vermarktete.
Auch sein Vater Georges Charles Bouton, geboren 1819 in Paris, war zunächst Kunstmaler. Von dessen Werk ist allerdings wenig bekannt. Ab etwa 1840 betätigte er sich als Fotograf und arbeitete ebenfalls mit Daguerre partnerschaftlich zusammen.
Georges Vater heiratete 1845 Marie Anne Joséphine Vattebault (1825–?), eine Musiklehrerin aus Belleville. Sie war die Tochter des Literaten Augustin Vattebault. Das Paar hatte drei Kinder: Ernestine Marie (1846–?), Georges Thadée und Eugènie Ernestine (1854–1890).

## Jugend
1848 zog die Familie nach Honfleur in der Normandie, wo der Vater an der Rue Drosquet ein Atelier einrichtete. Die Malerei scheint er zu dieser Zeit aufgegeben zu haben; Hinweise auf eine Tätigkeit als Maler finden sich nicht mehr. Wenig später eröffnete er einen Laden in besserer Lage, am Quai Sainte Catherine, wo auch Porträts abgelichtet wurden. Georges besuchte das collège in der rue de l’Homme-de-Bois. 1862 begann er, offenbar durch Vermittlung des Kunstmalers Louis-Alexandre Dubourg, einem Freund des Vaters, eine Lehre bei Dubourg Fréres in Honfleur. Beim Schmied, Schlosser und Bootsmechaniker Alexandre Dubourg in der rue de la Ville war 1832 der erste Schiffspropeller nach einer Erfindung von Frédéric Sauvage (1785–1857) hergestellt worden.
Boutons Mutter lebte bis mindestens 1872 mit den Kindern in Honfleur, sein Vater war bereits 1855 nach Paris gezogen. Die schwierigen finanziellen Verhältnisse machten den Umzug in eine bescheidenere Wohnung an der Charrière Saint Léonard erforderlich. Je nach Quelle war Marie Anne Bouton als Haushälterin oder Klavierlehrerin tätig.
Georges blieb nach seiner Ausbildung bis 1868 bei Dubourg und ging danach zur Werft Forges et Chantiers de la Méditerranée in Le Havre. Nach einer anderen Quelle wechselte er die Stelle um 1867. Es folgten Anstellungen bei Mazelines in Le Havre und die Einberufung zum Militärdienst während des Deutsch-Französischen Kriegs 1870–1871. Über diese Zeit ist wenig bekannt; anscheinend war er in der Garde Mobile eingeteilt und tat Dienst in der Zweiten Loirearmee.
Nach seiner Entlassung aus dem Militär war er kurz bei Claparèdes in Paris-Saint Denis beschäftigt, danach bei Joly in Argenteuil, bei Usine Rattin in Bezons und schließlich als Mechaniker und Kesselbauer bei Hermann La Chapelle, Pierron & Detraitre in Saint Denis. Zu dieser Zeit wohnte er in der rue de Clignancourt im XVIII Arrondissement. Seine jüngere Schwester Eugènie Ernestine folgte bald nach, um in Paris ihre Ausbildung als Lehrerin zu beenden und eine Stelle zu suchen. Der Kontakt zum Vater scheint in dieser Zeit abgebrochen zu sein; möglicherweise zog jedoch die Mutter zu ihren Kindern nach Paris.

## Charles-Armand Trépardoux und der Graf de Dion

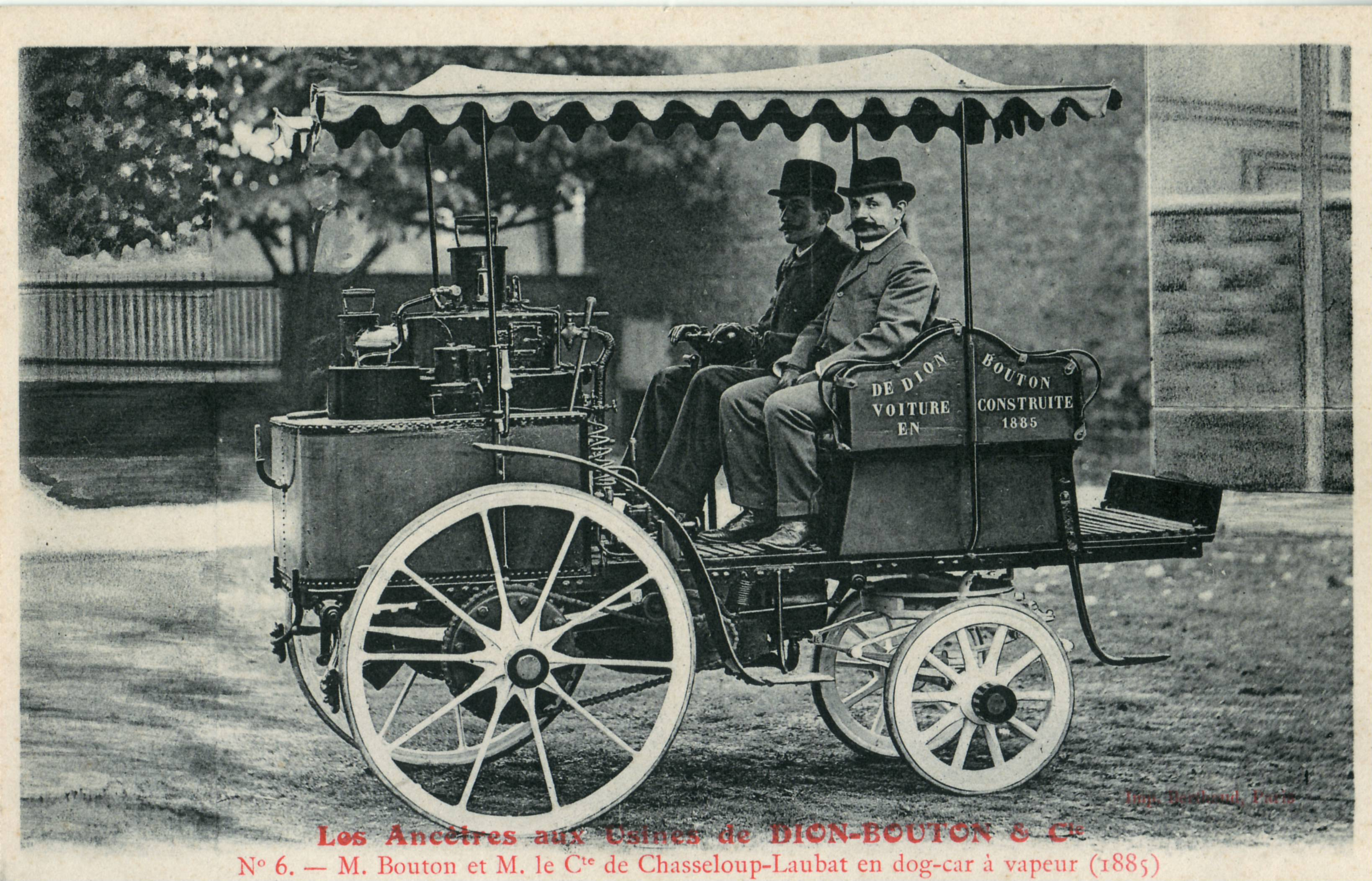
Georges Bouton und Comte Gaston de Chasseloup-Laubat in einem Dampfwagen Trépardoux & Cie. Dog Cart de route von 1885. (Werbepostkarte von De Dion-Bouton, ca. 1907)

In der Nachbarschaft wohnte der Eisenbahningenieur Charles-Armand Trépardoux, mit dem Bouton bald eine Freundschaft verband. 1877 oder 1878 starb Trépardoux’ erste Frau Marie Joly. 1879 heiratete er Eugénie-Ernestine Bouton.
Zum Ende des gleichen Jahres machten sich Bouton und Trépardoux selbständig. Sie richteten an der Passage Léon, nahe der Rue de La Chapelle im XVIII Arrondissement ein einfaches Atelier ein, in dem sie auf Bestellung physikalische Apparate und hochpräzise Geräte herstellten. Um die stets knappen Finanzen aufzubessern, bauten sie auch detaillierte und sehr präzise gefertigte Dampf-Modellschiffe und -Lokomotiven sowie wissenschaftliches Spielzeug wie Miniatur-Dampfmaschinen, die sie nebenbei anfertigten. Diese wurden im Ladengeschäft der Société Giroux (je nach Quelle am Boulevard des Italiens oder am Boulevard des Capucines) ausgestellt, wo eine exklusive Kundschaft verkehrte. Giroux hatte von den Erben des 1851 verstorbenen Erfinders Louis Daguerre Lizenzen zur Herstellung von fototechnischem Material erworben. Es scheint, dass Bouton, dessen Großvater ein Geschäftspartner Daguerres gewesen war, so zu einer Präsentationsmöglichkeit für Geräte und Spielzeug kam.
Wenn immer es ihre Zeit zuließ, allerdings ohne große Hoffnung auf eine Verwirklichung, experimentierten die beiden an einem leichten, schnell aufheizbaren Kessel, der sich für den Einbau in ein Fahrzeug eignen sollte. Dabei scheinen sich der Ingenieur und der Mechaniker gut ergänzt zu haben. Für eine konsequente Entwicklung des Projekts fehlten aber die nötigen finanziellen Mittel.
Ende 1881 machten Bouton und Trépardoux über Giroux die Bekanntschaft des Grafen Albert Jules de Dion, der seinerseits einen für breitere Bevölkerungsschichten erschwinglichen Dampfwagen plante. Es scheint, dass Bouton zunächst alleine für den Grafen tätig war; gemeinsam richteten sie aber noch im gleichen Jahr 1882 das Konstruktionsbüro Trépardoux et Cie, ingénieurs-constructeurs ein, gelegen an der Rue Tronchet 22 nahe der Porte Maillot. Die Wahl des Namens dürfte darauf zurückzuführen sein, dass nur Trépardoux den Ingenieurtitel führen durfte. Das erste Projekt des Unternehmens war die Fertigstellung von Trépardoux’ Kessel, der patentiert und in verschiedenen Größen hergestellt wurde. Selbst die französische Marine wurde zum Kunden und stattete Torpedoboote und Barkassen mit Kesseln von De Dion, Bouton & Trépardoux aus.

## Dampfwagen

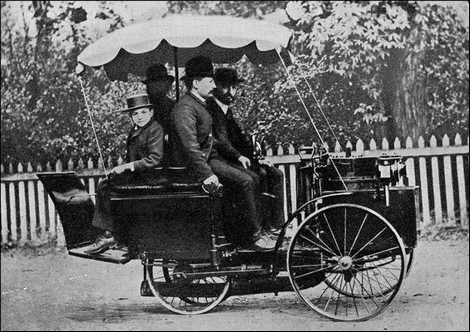
De Dion, Bouton & Trepardoux La Marquise Dampf-Quadricycle (1884). Die Herren vorne sind wahrscheinlich Bouton und Trépardoux.

1883 wurde eine Dampfmaschine zum Antrieb eines vierrädrigen Fahrzeugs zum Patent angemeldet und ein erster Dampfwagen entstand im gleichen Jahr. 1884 folgten zwei Tricycles ein weiteres Vierrad, De Dion-Bouton La Marquise. Es hatte einen stehenden Heizkessel vorne und zwei voneinander unabhängig arbeitende Dampfmaschinen zu je 2 PS Leistung (nach damaliger Berechnungsmethode), die längs unter dem Fußraum liegend angeordnet waren. Die Kraft wurde über je ein langes Pleuel auf jeweils ein Hinterrad übertragen. Die hintere Spur war deutlich schmaler als die vordere. Der Wasservorrat wurde in einem rechteckigen Tank im Heck mitgeführt. Als Brennstoff diente Petroleum, das nicht explosionsfähig und daher wenig gefährlich ist. Es kann aber so sauber verbrannt werden, dass der Dampfwagen keinen hohen Schornstein benötigt. Wegen seiner Teilnahme an der Wettfahrt von Paris nach Neuilly-sur-Seine und zurück im Jahr 1887 gilt La Marquise als erster „Rennwagen“. Gemeldet in der Klasse der leichten Dampfwagen, erschien das Fahrzeug allerdings als einziges am Start. Mit Bouton am Steuer legte es die vorgeschriebene Strecke in 1 Stunde 14 Minuten zurück und erreichte dabei 60 km/h. Die Durchschnittsgeschwindigkeit betrug 25,6 km/h. Im darauf folgenden Jahr gewann der Wagen mit einer Durchschnittsgeschwindigkeit von 28,9 km/h.

## Dampfmobile, Omnibusse und De Dion, Bouton & Trépardoux

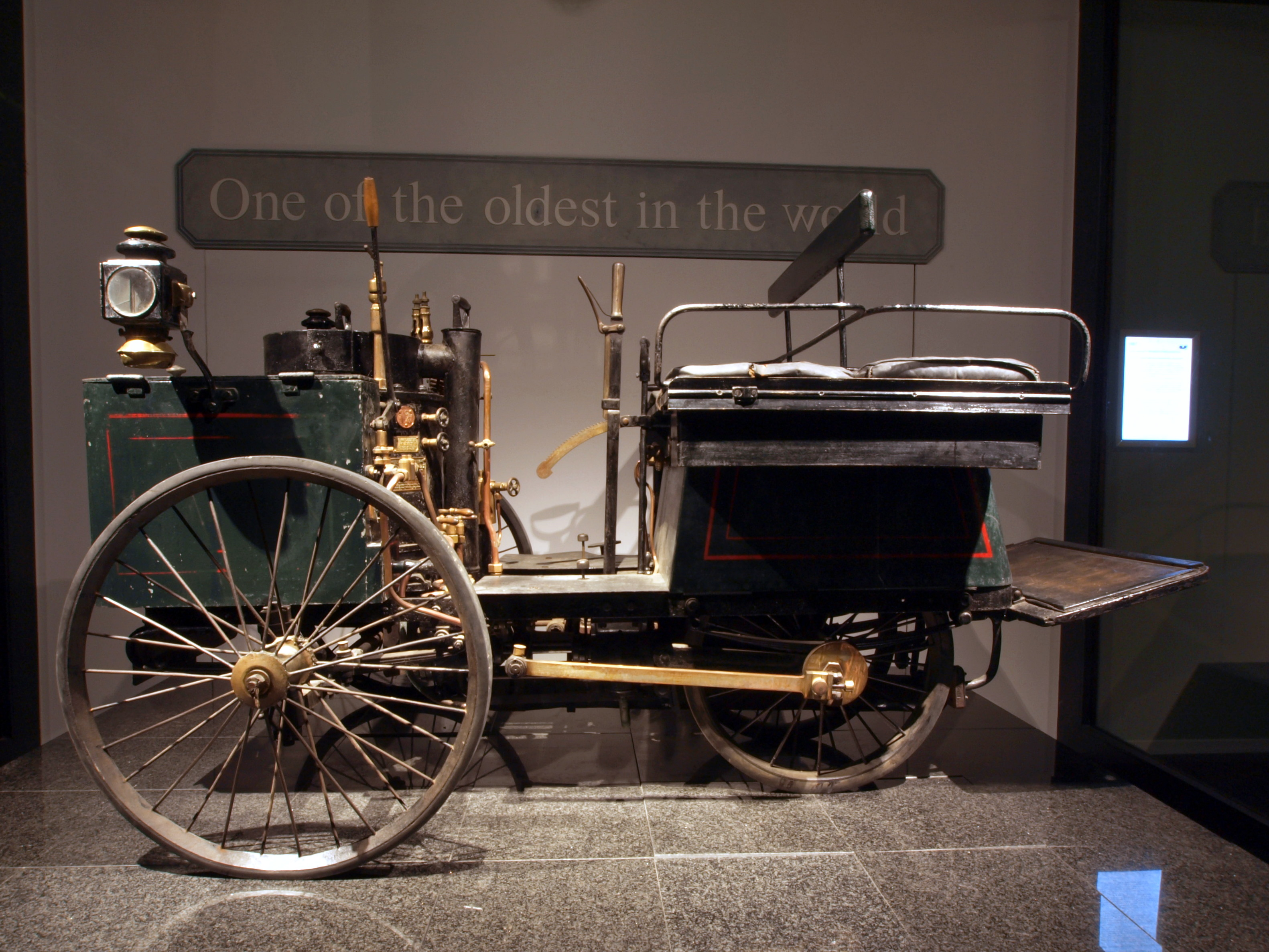
Dampfmobil De Dion, Bouton & Trépardoux (1887)

Im folgenden Jahr wurde das Unternehmen umbenannt in Établissements De Dion, Bouton et Trépardoux und zog um an die Rue Pergolèse 22. De Dion war ein harter Geschäftsmann. Als Investor diktierte er einen Gesellschaftervertrag, der ihm 80 % der Einkünfte sicherte, Trépardoux und Bouton aber zu ausschließlicher Tätigkeit für das Unternehmen verpflichtete.
Die Geschäfte liefen mehr als zufriedenstellend. 1883 erschien ein maßgeblich von Trépardoux gebautes Dampf-Tricycle.
Bereits 1884 bezog das Unternehmen neue Räumlichkeiten im Pariser Vorort Puteaux, wo es bis zur Produktionseinstellung 1932 blieb. 1887 erfolgte die Umbenennung in De Dion, Bouton & Trépardoux.

## Verbrennungsmotoren

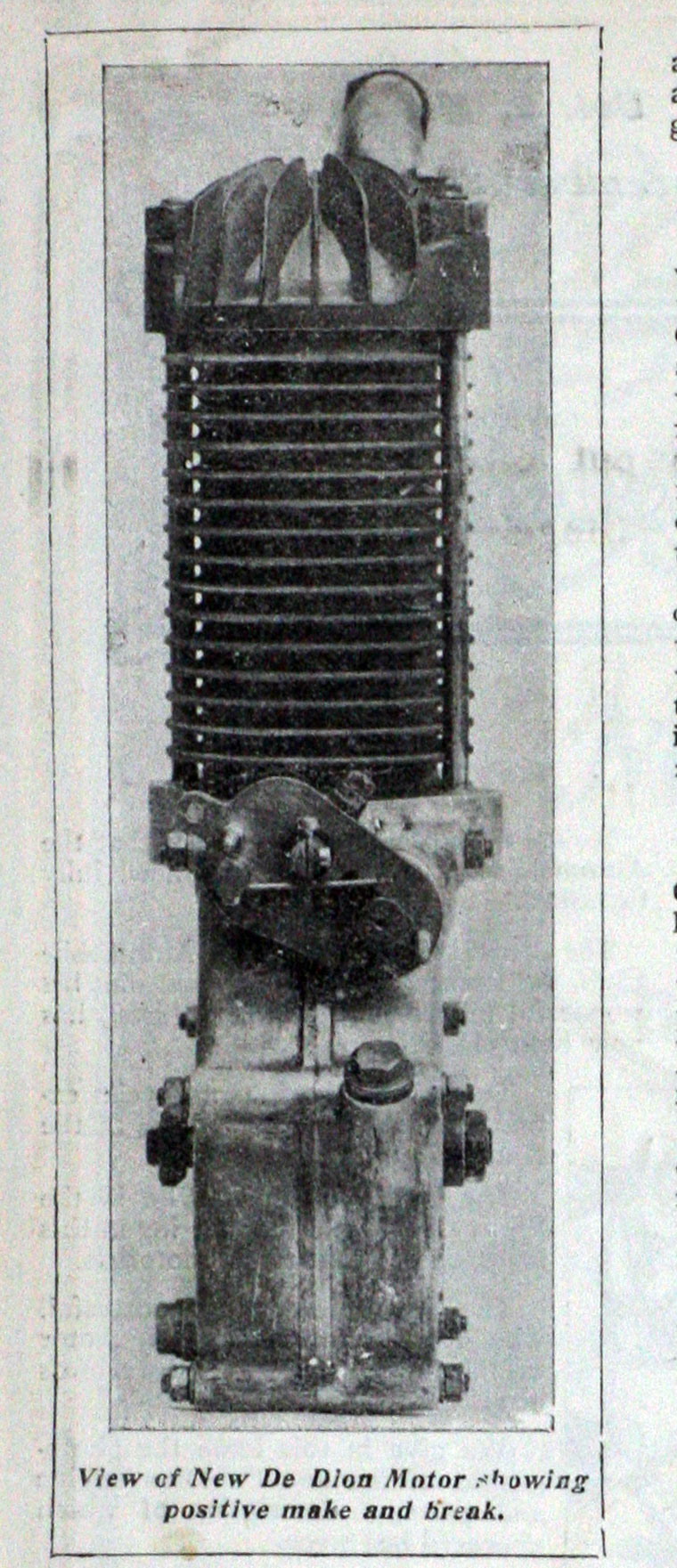
De-Dion-Bouton-Einzylindermotor, Ventilsteuerung (1903)

Albert de Dion entdeckte den Verbrennungsmotor anlässlich des Besuchs der Weltausstellung Paris 1889, wo der später auch von Panhard & Levassor in Lizenz nachgebaute Daimler-Motor vorgestellt wurde. De Dion erkannte, dass das der Antrieb der Zukunft sein werde. Bouton war früh überzeugt, der Eisenbahningenieur Trépardoux blieb jedoch ein strikter Gegner dieser Technik, die er „verantwortungslos“ nannte. Der Graf beschloss dennoch und gegen den Widerstand von Trépardoux, ebenfalls solche Motoren zu entwickeln und außerdem an anderen Konzepten von Verbrennungsmotoren zu arbeiten. Bereits ab 1889 beschäftigte er unabhängig vom Unternehmen den Ingenieur Delalande, dem er ein eigens dafür eingerichtetes Atelier an der rue Maur zur Verfügung stellte. Es ist wenig bekannt, dass auch der Graf selber bereits um 1890 einen Motor patentieren ließ, der als erster Umlaufmotor gelten darf. Ein Schicksalsschlag traf Bouton und Trépardoux, als Eugénie, Boutons Schwester und Trepardoux’ zweite Ehefrau, 1890 kurz nach der Geburt eines Kindes starb.
Letztlich war es aber Bouton, nicht Delalande, der den Motor funktionstüchtig machte und zur Serienreife entwickelte. Wenn es richtig ist, dass sich Bouton gemäß manchen Quellen sechs Jahre mit diesem Motor beschäftigt hatte, ehe er 1895 in Serie ging, dann muss er schon sehr früh in das Projekt einbezogen gewesen sein; deckt doch die Zeitspanne exakt die Jahre 1889 bis 1895 ab.
Als die Arbeiten 1893 ins Werk nach Puteaux verlegt wurden und nun ganz unter Boutons Aufsicht standen, geriet dieser durch die unterschiedlichen Auffassungen des Grafen und Trépardoux’ in eine schwierige Lage, die durch persönliche Spannungen zwischen de Dion und Trépardoux zunehmend verschärft wurde. Er scheint aber früh davon überzeugt gewesen zu sein, dass de Dion recht hatte, andererseits war Trépardoux sein Schwager. Der Umgang mit Letzterem muss daraufhin immer schwieriger geworden sein. Trotzdem beendete Trépardoux seine Arbeiten für eine neue Hinterachse. Gemäß den strengen Vertragsbedingungen, die De Dion seinen Kompagnons im Gegenzug für die Finanzierung des Unternehmens diktiert hatte, erhielt dieser und nicht Trépardoux 1893 das Patent auf diese Achse. Das ist auch der Grund, warum die Erfindung als De-Dion-Achse bekannt geworden ist.
Zwischen Trépardoux und dem als aufbrausend bekannten Grafen de Dion kam es zu immer heftigeren Konflikten und schließlich zu einer Trennung im Zorn. Diese war gemäß einigen Quellen so heftig, dass der Graf danach nicht nur Trépardoux’ Porträt aus den Klischees aller Druckunterlagen entfernen ließ, sondern sogar im Archiv, auf Werkbildern und auf den Messingschildern an den Maschinen den alten Firmennamen De Dion, Bouton & Trépardoux entfernen ließ. Unmittelbar nach Trépardoux’ Weggang wurde das Unternehmen in De Dion-Bouton umbenannt. Der von Bouton maßgeblich konstruierte De-Dion-Bouton-Einzylindermotor wurde ein Welterfolg; er legte nicht nur den Grundstein zum zeitweise größten Automobilhersteller der Welt, auch eine ganze Reihe von Fahrzeugherstellern setzte auf diesen leichten, zuverlässigen und vergleichsweise unkomplizierten Antrieb.
Den ersten Prototyp des Motors stellte Bouton noch 1893 fertig. Trépardoux heiratete später ein weiteres Mal. Er suchte nach Anwendungsmöglichkeiten für seinen leichten Heizkessel und reichte 1896 erneut Patente ein. 1902 zog er nach Saint-Aubin-les-Forges, Département Nièvre. Am 4. Mai 1920 starb er in Arcueil-Cachan. De Dion-Bouton lieferte 1904 die letzten Nutzfahrzeuge mit Dampfantrieb aus.

## Das Benzin-Tricycle

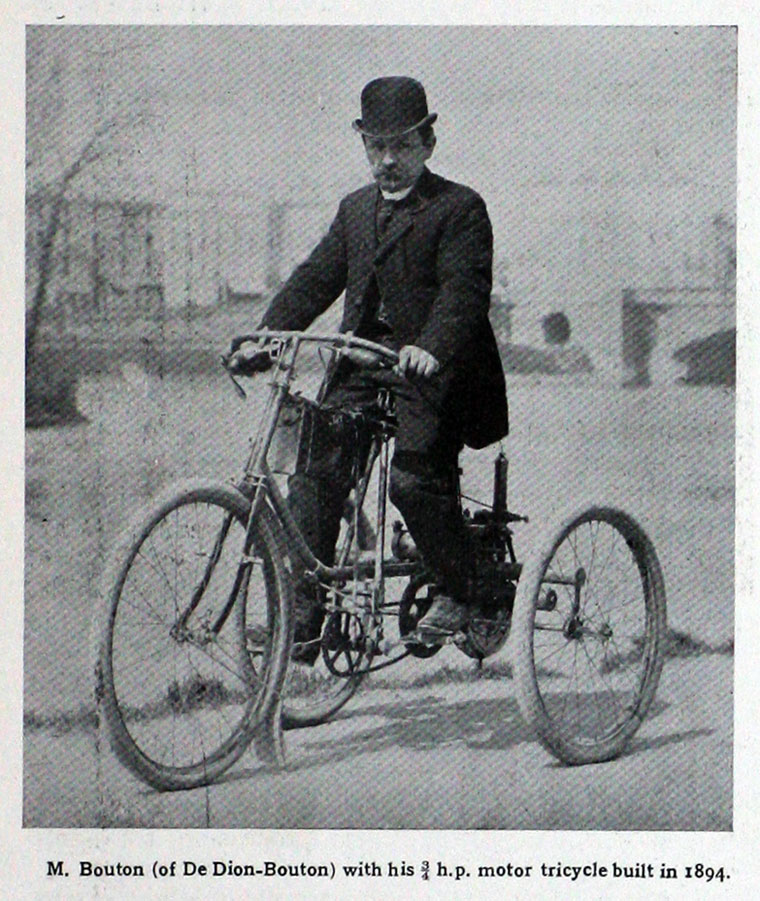
Georges Bouton mit einem Prototyp des Tricycle (1894)

Das erste Fahrzeug, das mit dem neuen Motor ausgestattet wurde, war das De-Dion-Bouton-Motordreirad. Erste Exemplare scheinen 1895 in den Verkauf gelangt zu sein, die Serienfertigung lief aber erst im nächsten Jahr an. Bouton demonstrierte seine Konstruktion am 15. Oktober 1895 auf der Tunbridge Wells Horseless Carriage Exhibition, der ersten derartigen Präsentation im Vereinigten Königreich. An dieser Veranstaltung, bei der zahlreiche für die britische Motorindustrie bedeutende Persönlichkeiten anwesend waren, nahm auch Albert de Dion teil.
Bereits im Mai 1895 berichtete der Journalist und Autor Louis Baudry de Saunier (1865–1938) in der Zeitschrift L’Illustration über das De Dion-Bouton-Tricycle. Das Gefährt erfreute sich schnell großer Beliebtheit und wurde gern auch von Damen benutzt.

## Erfindungen und Patente
- Génerateur multitubulaire[4]; damit errang er eine Silbermedaille auf der Expo 1889 und einen Großen Preis mit Goldmedaille auf der Exposition de la guerre 1900.[15]
- Getriebe[4]
- Schnell laufender Verbrennungsmotor[15]
- Elektrische Zündung[15]
- Vergaser[15]

## Ehrungen
Bouton wurde am 7. März 1901 wegen „Verdiensten um die Republik“ in die Ehrenlegion aufgenommen.
In Narbonne wurde eine Straße nach Georges Bouton benannt.

## Würdigung

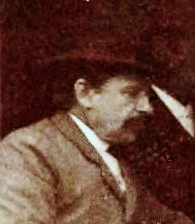
Georges Bouton um 1899.

Georges Bouton hatte eine Mechanikerausbildung, aber kein Ingenieurstudium. Es ist schwierig, seinen und Charles-Armand Trépardoux’ Anteil an den frühen Heizkessel- und Dampfwagenkonstruktionen festzusetzen, und auch Albert de Dion hatte großes technisches Verständnis.
Wenn der Marquis, zumindest in seinen frühen Jahren, ein Visionär war, dann war Bouton der Techniker, der die Ideen umsetzte.
Während Albert de Dion als herrisch und oft barsch beschrieben wird, fallen im Zusammenhang mit Georges Bouton Attribute wie freundlich, zuvorkommend, seriös und bescheiden. Dazu passt, dass Bouton im Unternehmen durchaus freundlich und respektvoll petit pére, kleiner Vater, genannt wurde. Es ist nicht bekannt, wie sich Boutons Verhältnis zu Schwager Trépardoux später entwickelte; jenes zu seinem adeligen Geschäftspartner wird als von großem gegenseitigen Respekt geprägt beschrieben. Beide, sowohl Albert de Dion wie Georges Bouton, tappten in die gleiche Falle, als sie auf der Suche nach einem Nachfolger für die Populaire die Fließbandproduktion als qualitativ unterlegen für ihr Unternehmen verwarfen. In der Folge erwies sich das als fatale Fehleinschätzung. Während nämlich bei De Dion-Bouton grundsolide, aber sehr konservative Fahrzeuge entstanden, verloren diese in zunehmendem Maße an Konkurrenzfähigkeit. In den 1920er Jahren, als eine Neuausrichtung des Unternehmens immer zwingender wurde, waren die Fahrzeuge preislich immer weniger konkurrenzfähig.
In dieser Zeit entstanden unter Boutons technischer Aufsicht weniger bekannte Produkte wie Schienenbusse, der Train De Dion-Bouton – ein Überlandomnibus mit Personenanhänger.
Der markante Größenunterschied zwischen Albert de Dion und Georges Bouton wurde gelegentlich in Karikaturen aufgegriffen.